# 安龙中国溪蟹
安龙中国溪蟹（学名：Chinapotamon anlongense）为溪蟹科中国溪蟹属的动物。在中国大陆，分布于贵州等地，常见于海拔1000米的山区溪流石块下。